# مانوئل گارسیا (تگزاس)
مانوئل گارسیا (به انگلیسی: Manuel Garcia) یک منطقهٔ مسکونی در ایالات متحده آمریکا است که در شهرستان استار، تگزاس واقع شده‌است. مانوئل گارسیا ۲۰۳ نفر جمعیت دارد.